# PKF International
PKF International (in precedenza Pannell Kerr Forster) è un network di società indipendenti specializzate nella consulenza e revisione aziendale. Con 181 uffici in Europa e un totale di 559 uffici in 111 Paesi, PKF è rappresentata nella maggior parte del mondo.
PKF International è stata nel 1935 la prima società ad offrire servizi di consulenza specialistica per il settore alberghiero e a fornire studi finanziari e servizi di benchmarking. In Italia sono presenti due società indipendenti legate al network PKF International:
- PKF Consulting che eroga servizi di consulenza direzionale, fiscale societaria ed outsourcing amministrativo/contabile
- PKF Italia, società di revisione contabile iscritta all'albo Consob[2]

L'International Accounting Bulletin ha classificato PKF al 15 ° posto a livello globale sulla base del loro sondaggio mondiale, condotto nel febbraio 2019. [3]

## Storia
Pannell Kerr Forster è stata fondata nel 1869 quando quattro società di contabilità provenienti da Australia, Canada, Regno Unito e Stati Uniti si unirono per creare un'associazione internazionale. Le quattro aziende erano:
- Pannell Fitzpatrick & Co, fondata nel 1869 da William Henry Pannell (Regno Unito);
- Harris, Kerr, Forster & Co, fondata nel 1911 come Harris, Kerr & Co da William Harris & Errol Kerr e nel 1923 come WJ Forster & Co da William Forster (USA);
- Campbell, Sharp, Nash & Field (Canada); e
- Wilson, Bishop, Bowes & Craig (Australia).

Nel 1980, le aziende associate decisero di utilizzare Pannell Kerr Forster come marchio comune per creare un marchio contabile internazionale. Nel 2000, le aziende associate hanno deciso di abbreviare il loro nome in PKF. Le aziende associate stanno ora adottando questo nome nei loro mercati nazionali o aggiungendo PKF come prefisso al nome dell'azienda esistente.
A gennaio 2011, oltre 21.000 dipendenti erano impiegati dalle aziende associate a PKF International.
Nel 2013, la società associata di PKF nel Regno Unito ha disertato ed è entrata a far parte di BDO dopo un calo delle entrate e una riduzione del personale.
Nel 2016, la società associata di PKF a Hong Kong è stata bandita dal Public Company Accounting Oversight Board per tre anni a causa della mancata collaborazione con un'indagine.